# Josep Maurí i Serra
 Josep Maurí i Serra  (la Garriga, 1912- 1967), fou notari i historiador local. Home de profundes conviccions religioses, va ser declarat fill predilecte de la Garriga el 2007.
Va estudiar Dret i Filosofia i Lletres a Barcelona. Com a home d'església, de ben jove va formar part de la Federació de Joves Cristians. Va començar a escriure notícies i articles sobre la història de la Garriga a la revista que ell mateix va fundar l'any 1933, El Congost, i a la Hoja de Acción Católica, més tard anomenada Full Parroquial.
De més gran, treballant com a notari a Blanes i a Lloret de Mar, aprofitava els caps de setmana a la Garriga per escriure i encarregar els articles de les revistes, per començar a redactar els tres volums de la monumental Història de la Garriga (1949, 1951 i 1953) i per aconseguir diners per restaurar l'antiga església parroquial de la Doma i el seu retaule gòtic, cosa que va permetre dur a terme entre els anys 1957 i 1959 la part principal de les obres sota la direcció de l'arquitecte de la Diputació Camil Pallàs. Allà hi va recuperar també El Cant del Plany de Sant Esteve, glossa cantada del segle XIII.
La Fundació Maurí recull el seu llegat a la que va ser la seva casa, situada al carrer Cardedeu de la Garriga. Entre altres coses, s'hi poden veure documents i material històric de la Garriga, col·leccions d'art –especialment religiós– i el cor del cadiram de la catedral de Girona, que Maurí va recuperar els anys 50.

## Obra
- Història del santuari de la Mare de Déu de Puiggraciós, ISBN 84-300-6944-5.
- Història de la Garriga, ISBN 84-300-3184-7.
- Història del santuari de la Mare de Déu del Vilar de Blanes.